# Quigley (film 2003)
Quigley − amerykański film familijny z 2003 roku.

## Treść
Zamożny przedsiębiorca Archie Channinng ulega wypadkowi i staje pod bramą Nieba. Bóg decyduje odesłać go ponownie na ziemię, aby pomagając innym, odkupił swoje winy. Archie zostaje zesłany na ziemię w ciele psa, białego szpica miniaturowego.

## Główne role[1]
- Gary Busey - Archie Channinng
- Oz Perkins - Sweeney
- Christopher Atkins - Woodward
- Galvin Chapman - Brian
- Jillian Clare - Megan Channing
- Caryn Greenhut - Sara
- Jessica Ferrarone - Joanne
- Curtis Armstrong - Dexter
- P.J. Ochlan - Portier Frank
- Kieran Mulroney - Wally Springs, hycel
- Bill Fagerbakke - Strażnik
- Dorien Wilson - Strażnik
- Tucker Smallwood - Anioł
- Julie Berke - Anioł
- Ursula Whittaker - Anioł